# Athlétisme aux Jeux olympiques d'été de 2004
Pour des articles plus généraux, voir Jeux olympiques d'été de 2004 et Athlétisme aux Jeux olympiques.
Navigation
Les épreuves d'athlétisme des Jeux olympiques d'été de 2004 ont eu lieu du 18 au 28 août 2004 au Stade olympique d'Athènes, en Grèce, hormis les deux épreuves de lancer du poids qui ont eu lieu au Stade d'Olympie à Olympie, et les deux marathons qui, partant de Marathon, se sont achevés dans le Stade panathénaïque, lieu des Iers Jeux olympiques de l'ère moderne.
1 995 athlètes issus de 196 nations ont pris part aux 46 épreuves du programme (22 féminines et 24 masculines).

## Faits marquants
- La Britannique Kelly Holmes réalise le doublé 800 m et 1 500. Il s'agit du troisième doublé de ce type après ceux de Tatyana Kazankina en 1976 et Svetlana Masterkova en 1996.
- Le Marocain Hicham El Guerrouj réalise le doublé sur 1 500 m et 5 000 m[1].
- Les quatre premiers du 100 m masculin terminent en dessous de 9 s 90, ce qui faisait alors de ce 100 m le plus dense de l'histoire de l’athlétisme.

## Résultats

### Hommes
| Épreuves | Or | Argent                                                                                    | Bronze                                                                      |
| --- | --- | ----------------------------------------------------------------------------------------- | --------------------------------------------------------------------------- |
| 100 m détails | Justin Gatlin 9 s 85                                                                                          | Francis Obikwelu 9 s 86 (AR)                                                              | Maurice Greene 9 s 87                                                       |
| 200 m détails | Shawn Crawford 19 s 79                                                                                        | Bernard Williams 20 s 01                                                                  | Justin Gatlin 20 s 03                                                       |
| 400 m détails | Jeremy Wariner 44 s 00                                                                                        | Otis Harris 44 s 16                                                                       | Derrick Brew 44 s 42                                                        |
| 800 m détails | Yuriy Borzakovskiy 1 min 44 s 45                                                                              | Mbulaeni Mulaudzi 1 min 44 s 61                                                           | Wilson Kipketer 1 min 44 s 65                                               |
| 1 500 m détails | Hicham El Guerrouj 3 min 34 s 18                                                                              | Bernard Lagat 3 min 34 s 30                                                               | Rui Silva 3 min 34 s 68                                                     |
| 5 000 m détails | Hicham El Guerrouj 13 min 14 s 39                                                                             | Kenenisa Bekele 13 min 14 s 59                                                            | Eliud Kipchoge 13 min 15 s 10                                               |
| 10 000 m détails | Kenenisa Bekele 27 min 05 s 10 (OR)                                                                           | Sileshi Sihine 27 min 09 s 39                                                             | Zersenay Tadesse 27 min 22 s 57                                             |
| Marathon détails | Stefano Baldini 2 h 10 min 55 s                                                                               | Mebrahtom Keflezighi 2 h 11 min 29 s                                                      | Vanderlei de Lima 2 h 12 min 11 s                                           |
| 110 m haies détails | Liu Xiang 12 s 91 (WR)                                                                                        | Terrence Trammell 13 s 18                                                                 | Anier Garcia 13 s 20                                                        |
| 400 m haies détails | Felix Sánchez 47 s 63                                                                                         | Danny McFarlane 48 s 11                                                                   | Naman Keïta France 48 s 26                                                  |
| 3 000 m steeple détails | Ezekiel Kemboi 8 min 05 s 81                                                                                  | Brimin Kipruto 8 min 06 s 11                                                              | Paul Kipsiele Koech 8 min 06 s 64                                           |
| 4 × 100 m détails | Grande-Bretagne Jason Gardener Darren Campbell Marlon Devonish Mark Lewis-Francis 38 s 07                     | États-Unis Shawn Crawford Justin Gatlin Coby Miller Maurice Greene Darvis Patton* 38 s 08 | Nigeria Olusoji A. Fasuba Uchenna Emedolu Aaron Egbele Deji Aliu 38 s 23    |
| 4 × 400 m détails | États-Unis Otis Harris Derrick Brew Jeremy Wariner Darold Williamson Andrew Rock* Kelly Willie* 2 min 55 s 91 | Australie John Steffensen Mark Ormrod Patrick Dwyer Clinton Hill 3 min 0 s 60             | Nigeria James Godday Mura Audu Saul Weigopwa Enefiok Udo Obong 3 min 0 s 90 |
| 20 km marche détails | Ivano Brugnetti 1 h 19 min 40 s                                                                               | Francisco Javier Fernández 1 h 19 min 45 s                                                | Nathan Deakes 1 h 20 min 2 s                                                |
| 50 km marche détails | Robert Korzeniowski 3 h 38 min 46                                                                             | Denis Nizhegorodov 3 h 42 min 50                                                          | Aleksey Voyevodin 3 h 43 min 34                                             |
| Saut en longueur détails | Dwight Phillips 8,59 m                                                                                        | John Moffitt 8,47 m                                                                       | Joan Lino Martínez 8,32 m                                                   |
| Triple saut détails | Christian Olsson 17,79 m                                                                                      | Marian Oprea 17,55 m                                                                      | Daniil Burkenya 17,48 m                                                     |
| Saut en hauteur détails | Stefan Holm 2,36 m                                                                                            | Matt Hemingway 2,34 m                                                                     | Jaroslav Bába 2,34 m                                                        |
| Saut à la perche détails | Timothy Mack 5,95 m (OR)                                                                                      | Toby Stevenson 5,90 m                                                                     | Giuseppe Gibilisco 5,85 m                                                   |
| Lancer du poids détails | Adam Nelson 21,16 m                                                                                           | Joachim Olsen 21,07 m                                                                     | Manuel Martínez 20,84 m                                                     |
| Lancer du disque détails | Virgilijus Alekna 69,89 m                                                                                     | Zoltán Kővágó 67,04 m                                                                     | Aleksander Tammert 66,66 m                                                  |
| Lancer du marteau | Kōji Murofushi 82,91 m                                                                                        | Eşref Apak, 79,51 m                                                                       | Vadim Devyatovskiy 78,82 m                                                  |
| Lancer du javelot détails | Andreas Thorkildsen 86,50 m                                                                                   | Vadims Vasilevskis 84,95 m                                                                | Sergey Makarov 84,84 m                                                      |
| Décathlon détails | Roman Šebrle 8 893 pts (OR)                                                                                   | Bryan Clay 8 820 pts                                                                      | Dmitriy Karpov 8 725 pts                                                    |
| Records et Performances - AR : Record continental (area record) - CR : Record des championnats (championship record) - MR : Record du meeting (meet record) - NR : Record national (national record) - OR : Record olympique (olympic record) - PR : Record paralympique (paralympic record) - PB : Record personnel (personal best) - SB : Meilleure performance personnelle de la saison (season's best) - WL : Meilleure performance mondiale de l'année (world leader) - WJR : Record du monde junior (world junior record) - WR : Record du monde (world record) Circonstances et Conditions - DNF : N'a pas terminé (did not finish) - DNS : N'a pas pris le départ (did not start) - DQ : Disqualification (disqualification) - NM : Aucun essai valable enregistré (No Mark) - Q : Qualifié « directement » au prochain tour (ou à la prochaine compétition), lors d'une compétition majeure, grâce au classement ou à la réalisation des minima (automatic qualifier) - q : Qualifié au prochain tour (ou à la prochaine compétition), lors d'une compétition majeure, grâce au repêchage ou à la réalisation de l'une des meilleures performances parmi celles des « non qualifiés directement » (grâce au meilleur temps ou à la meilleure distance par exemple) (secondary qualifier) | |                                                                                           |                                                                             |

* Athlètes médaillés ayant participé aux séries des relais

### Femmes
| Épreuves | Or | Argent | Bronze                                                                                             |
| --- | --- | --- | -------------------------------------------------------------------------------------------------- |
| 100 m détails | Yulia Nesterenko 10 s 93                                                                                                   | Lauryn Williams 10 s 96                                                                                                  | Veronica Campbell 10 s 97                                                                          |
| 200 m détails | Veronica Campbell 22 s 05                                                                                                  | Allyson Felix 22 s 18 | Debbie Ferguson 22 s 30                                                                            |
| 400 m détails | Tonique Williams-Darling 49 s 41                                                                                           | Ana Guevara 49 s 56 | Natalya Antyukh 49 s 89                                                                            |
| 800 m détails | Kelly Holmes 1 min 56 s 38                                                                                                 | Hasna Benhassi 1 min 56 s 43                                                                                             | Jolanda Ceplak 1 min 56 s 43                                                                       |
| 1 500 m détails | Kelly Holmes 3 min 57 s 90                                                                                                 | Tatyana Tomashova 3 min 58 s 12                                                                                          | Maria Cioncan 3 min 58 s 39                                                                        |
| 5 000 m détails | Meseret Defar 14 min 45 s 65                                                                                               | Isabella Ochichi 14 min 48 s 19                                                                                          | Tirunesh Dibaba 14 min 51 s 83                                                                     |
| 10 000 m détails | Xing Huina 30 min 24 s 36                                                                                                  | Ejegayehu Dibaba 30 min 24 s 98                                                                                          | Derartu Tulu 30 min 26 s 42                                                                        |
| Marathon détails | Mizuki Noguchi 2 h 26 min 20                                                                                               | Catherine Ndereba 2 h 26 min 32                                                                                          | Deena Kastor 2 h 27 min 20                                                                         |
| 100 m haies détails | Joanna Hayes 12 s 37 (OR)                                                                                                  | Olena Krasovska 12 s 45                                                                                                  | Melissa Morrison 12 s 56                                                                           |
| 400 m haies détails | Faní Halkiá 52 s 82 | Ionela Tirlea-Manolache 53 s 38                                                                                          | Tetyana Tereshchuk-Antypova 53 s 44                                                                |
| 4 × 100 m détails | Jamaïque Tayna Lawrence Sherone Simpson Aleen Bailey Veronica Campbell Beverly McDonald* 41 s 73                           | Russie Olga Fyodorova Yuliya Tabakova Irina Khabarova Larisa Kruglova 42 s 27                                            | France Véronique Mang Muriel Hurtis Sylviane Félix Christine Arron 42 s 54                         |
| 4 × 400 m détails | États-Unis DeeDee Trotter Monique Henderson Sanya Richards Monique Hennagan Crystal Cox* Moushaumi Robinson* 3 min 19 s 01 | Russie Olesya Krasnomovets Natalya Nazarova Olesya Zykina Natalya Antyukh Tatyana Firova* Natalya Ivanova* 3 min 20 s 16 | Jamaïque Novlene Williams Michelle Burgher Nadia Davy Sandie Richards Ronetta Smith* 3 min 22 s 00 |
| 20 km marche détails | Athanasia Tsoumeleka 1 h 29 min 12                                                                                         | Olimpiada Ivanova 1 h 29 min 16                                                                                          | Jane Saville 1 h 29 min 25                                                                         |
| Saut en longueur détails | Tatyana Lebedeva 7,07 m | Irina Simagina 7,05 m | Tatyana Kotova 7,05 m                                                                              |
| Triple saut détails | Françoise Mbango Etone 15,30 m                                                                                             | Hrysopiyí Devetzí 15,25 m                                                                                                | Tatyana Lebedeva 15,14 m                                                                           |
| Saut en hauteur détails | Yelena Slesarenko 2,06 m (OR)                                                                                              | Hestrie Cloete 2,02 m | Viktoriya Styopina 2,02 m                                                                          |
| Saut à la perche détails | Yelena Isinbayeva 4,91 m (WR)                                                                                              | Svetlana Feofanova 4,75 m                                                                                                | Anna Rogowska 4,70 m                                                                               |
| Lancer du poids détails | Yumileidi Cumbá 19,59 m | Nadine Kleinert 19,55 m                                                                                                  | Non attribuée                                                                                      |
| Lancer du disque détails | Natalya Sadova 67,02 m | Anastasía Kelesidou 66,68 m                                                                                              | Věra Pospíšilová-Cechlová 66,08 m                                                                  |
| Lancer du marteau détails | Olga Kuzenkova 75,02 m (OR)                                                                                                | Yipsi Moreno 73,36 m | Yunaika Crawford 73,16 m                                                                           |
| Lancer du javelot détails | Osleidys Menendez 71,53 m (OR)                                                                                             | Steffi Nerius 65,82 m | Miréla Manjani 64,29 m                                                                             |
| Heptathlon détails | Carolina Klüft 6 952 pts                                                                                                   | Austra Skujytė 6 435 pts                                                                                                 | Kelly Sotherton 6 424 pts                                                                          |
| Records et Performances - AR : Record continental (area record) - CR : Record des championnats (championship record) - MR : Record du meeting (meet record) - NR : Record national (national record) - OR : Record olympique (olympic record) - PR : Record paralympique (paralympic record) - PB : Record personnel (personal best) - SB : Meilleure performance personnelle de la saison (season's best) - WL : Meilleure performance mondiale de l'année (world leader) - WJR : Record du monde junior (world junior record) - WR : Record du monde (world record) Circonstances et Conditions - DNF : N'a pas terminé (did not finish) - DNS : N'a pas pris le départ (did not start) - DQ : Disqualification (disqualification) - NM : Aucun essai valable enregistré (No Mark) - Q : Qualifié « directement » au prochain tour (ou à la prochaine compétition), lors d'une compétition majeure, grâce au classement ou à la réalisation des minima (automatic qualifier) - q : Qualifié au prochain tour (ou à la prochaine compétition), lors d'une compétition majeure, grâce au repêchage ou à la réalisation de l'une des meilleures performances parmi celles des « non qualifiés directement » (grâce au meilleur temps ou à la meilleure distance par exemple) (secondary qualifier) | | | |

* Athlètes médaillés ayant participé aux séries des relais

## Tableau des médailles

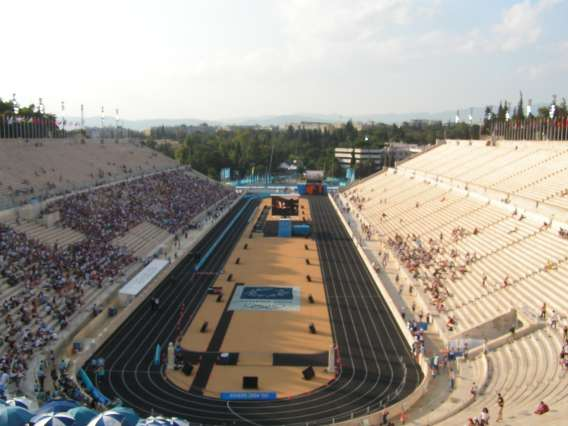
Le Stade panathénaïque d'Athènes accueille l'arrivée du marathon.

| Rang | Nation                 | Or | Argent | Bronze | Total |
| ---- | ---------------------- | -- | ------ | ------ | ----- |
| 1    | États-Unis             | 9  | 11     | 5      | 25    |
| 2    | Russie                 | 6  | 7      | 6      | 19    |
| 3    | Grande-Bretagne        | 3  | 0      | 1      | 4     |
| 4    | Suède                  | 3  | 0      | 0      | 3     |
| 5    | Éthiopie               | 2  | 3      | 2      | 7     |
| 6    | Grèce                  | 2  | 2      | 1      | 5     |
| 7    | Cuba                   | 2  | 1      | 2      | 5     |
| 7    | Jamaïque               | 2  | 1      | 2      | 5     |
| 9    | Maroc                  | 2  | 1      | 0      | 3     |
| 10   | Italie                 | 2  | 0      | 1      | 3     |
| 11   | Chine                  | 2  | 0      | 0      | 2     |
| 11   | Japon                  | 2  | 0      | 0      | 2     |
| 13   | Kenya                  | 1  | 4      | 2      | 7     |
| 14   | Lituanie               | 1  | 1      | 0      | 2     |
| 15   | République tchèque     | 1  | 0      | 2      | 3     |
| 16   | Bahamas                | 1  | 0      | 1      | 2     |
| 16   | Pologne                | 1  | 0      | 1      | 2     |
| 18   | Biélorussie            | 1  | 0      | 0      | 1     |
| 18   | Cameroun               | 1  | 0      | 0      | 1     |
| 18   | République dominicaine | 1  | 0      | 0      | 1     |
| 18   | Norvège                | 1  | 0      | 0      | 1     |
| 22   | Roumanie               | 0  | 2      | 1      | 3     |
| 23   | Allemagne              | 0  | 2      | 0      | 2     |
| 23   | Afrique du Sud         | 0  | 2      | 0      | 2     |
| 25   | Australie              | 0  | 1      | 2      | 3     |
| 25   | Espagne                | 0  | 1      | 1      | 2     |
|      | Ukraine                | 0  | 1      | 2      | 3     |
| 28   | Danemark               | 0  | 1      | 1      | 2     |
| 28   | Portugal               | 0  | 1      | 1      | 2     |
| 30   | Hongrie                | 0  | 1      | 0      | 1     |
| 30   | Lettonie               | 0  | 1      | 0      | 1     |
| 30   | Mexique                | 0  | 1      | 0      | 1     |
| 33   | France                 | 0  | 0      | 2      | 2     |
| 33   | Nigeria                | 0  | 0      | 2      | 2     |
| 35   | Brésil                 | 0  | 0      | 1      | 1     |
| 35   | Érythrée               | 0  | 0      | 1      | 1     |
| 35   | Estonie                | 0  | 0      | 1      | 1     |
| 35   | Kazakhstan             | 0  | 0      | 1      | 1     |
| 35   | Slovénie               | 0  | 0      | 1      | 1     |
| 35   | Turquie                | 0  | 0      | 1      | 1     |
|      | Total                  | 46 | 45     | 45     | 136   |

## Records

### Records du monde battus ou égalés
| Date     | Épreuve            | Nouveau record           | Nouveau record    | Ancien record                 | Ancien record | Ancien record |
| -------- | ------------------ | ------------------------ | ----------------- | ----------------------------- | ------------- | ------------- |
| Date     | Épreuve            | Athlète                  | Temps             | Athlète                       | Temps         | Date          |
| 24/08/04 | Saut à la perche F | Yelena Isinbayeva Russie | 4,91 m en finale  | Yelena Isinbayeva Russie      | 4,90 m        | 30/07/04      |
| 27/08/04 | 110 m haies        | Liu Xiang Chine          | 12 s 91 en finale | Colin Jackson Grande-Bretagne | 12 s 91       | 20/08/93      |

### Records olympiques battus ou égalés
| Date                      | Épreuve                         | Nouveau record             | Nouveau record                 | Ancien record                               | Ancien record | Ancien record |
| ------------------------- | ------------------------------- | -------------------------- | ------------------------------ | ------------------------------------------- | ------------- | ------------- |
| Date                      | Épreuve                         | Athlète                    | Temps                          | Athlète                                     | Temps         | Date          |
| 20/08/04                  | 10 000 mètres H                 | Kenenisa Bekele Ethiopie   | 27 min 5 s 10 en finale        | Haile Gebrselassie Ethiopie                 | 27 min 7 s 34 | 29/07/96      |
| 23/08/04                  | Lancer du disque H              | Virgilijus Alekna Lituanie | 69,89 m en finale              | Lars Riedel Allemagne                       | 69,40 m       | 31/07/96      |
| 23/08/04                  | Lancer du marteau F             | Gu Yuan Chine              | 71,65 m en qualifications      | Kamila Skolimowska Pologne                  | 71,16 m       | 29/09/00      |
| 23/08/04                  | Lancer du marteau F             | Olga Kuzenkova Russie      | 73,71 m en qualifications      | Gu Yuan Chine                               | 71,65 m       | 23/08/04      |
| 24/08/04                  |                                 |                            |                                |                                             |               |               |
| Décathlon                 | Roman Šebrle République Tchèque | 8893 pts en finale         | Daley Thompson Grande-Bretagne | 8847 pts                                    | 09/08/84      |               |
| 100 m haies               | Joanna Hayes Etats-Unis         | 12 s 37 en finale          | Yordanka Donkova Bulgarie      | 12 s 38                                     | 30/09/88      |               |
| Saut à la perche F        |                                 |                            |                                |                                             |               |               |
| Anna Rogowska Pologne     | 4,65 m en finale                |                            |                                |                                             |               |               |
| Svetlana Feofanova Russie | 4,65 m en finale                | Anna Rogowska Pologne      | 4,65 m                         | 24/08/04                                    |               |               |
| Yelena Isinbayeva Russie  | 4,65 m en finale                | Svetlana Feofanova Russie  | 4,65 m                         | 24/08/04                                    |               |               |
| Anna Rogowska Pologne     | 4,70 m en finale                | Yelena Isinbayeva Russie   | 4,65 m                         | 24/08/04                                    |               |               |
| Svetlana Feofanova Russie | 4,70 m en finale                | Anna Rogowska Pologne      | 4,70 m                         | 24/08/04                                    |               |               |
| Svetlana Feofanova Russie | 4,75 m en finale                | Svetlana Feofanova Russie  | 4,70 m                         | 24/08/04                                    |               |               |
| Yelena Isinbayeva Russie  | 4,80 m en finale                | Svetlana Feofanova Russie  | 4,75 m                         | 24/08/04                                    |               |               |
| Yelena Isinbayeva Russie  | 4,85 m en finale                | Yelena Isinbayeva Russie   | 4,80 m                         | 24/08/04                                    |               |               |
| Yelena Isinbayeva Russie  | 4,91 m en finale                | Yelena Isinbayeva Russie   | 4,85 m                         | 24/08/04                                    |               |               |
| 25/08/04                  | Lancer du marteau F             | Olga Kuzenkova Russie      | 74,27 m en finale              | Olga Kuzenkova Russie                       | 73,71 m       | 23/08/04      |
| 25/08/04                  | Lancer du marteau F             | Olga Kuzenkova Russie      | 75,02 m en finale              | Olga Kuzenkova Russie                       | 74,27 m       | 25/08/04      |
| 27/08/04                  | 110 m haies                     | Liu Xiang Chine            | 12 s 91 en finale              | Allen Johnson Etats-Unis                    | 12 s 95       | 29/07/96      |
| 27/08/04                  | Saut à la perche H              | Timothy Mack Etats-Unis    | 5,95 m en finale               | Jean Galfione France Igor Trandenkov Russie | 5,92 m        | 02/08/96      |
| 27/08/04                  | Lancer du javelot F             | Osleidys Menendez Cuba     | 71,53 m en finale              | Trine Hattestad Norvège                     | 68,91 m       | 30/09/00      |
| 28/08/04                  | Saut en hauteur F               | Yelena Slesarenko Russie   | 2,06 m en finale               | Stefka Kostadinova Bulgarie                 | 2,05 m        | 03/08/96      |